# فرودگاه نپالگونج
 فرودگاه نپالگونج (به انگلیسی: Nepalgunj Airport) یک فرودگاه همگانی با کد یاتا KEP است که یک باند فرود آسفالت دارد و طول باند آن ۱۵۵۳ متر است. این فرودگاه در نپالگونج، نپال قرار دارد و در ارتفاع ۱۶۵ متری از سطح دریا واقع شده است.

## شرکت‌های هواپیمایی و مقصدهای پروازی
| شرکت‌های هواپیمایی | مقصدهای پروازی                                           |
| ----------------- | -------------------------------------------------------- |
| بودا ایر          | تریبهوان                                                 |
| نپال ایرلاینز     | باجهانگ، باجورا، دولپا، جوملا، روکومکوت، سیمیکوت، Talcha |
| Sita Air          | تریبهواناگار، تریبهوان                                   |
| Tara Air          | باجورا، دولپا، جوملا، Talcha، سیمیکوت                    |
| Yeti Airlines     | تریبهوان                                                 |